# 短背丹鯨口魚
短背丹鯨口魚，為輻鰭魚綱鯨頭魚目仿鯨科的其中一種，分布於全球三大洋海域，屬深海魚類，棲息深度可達1330公尺，體長可達5.4公分。